# KkStB 2 sorozat
A kkStB 2 sorozat egy gyorsvonati szerkocsisgőzmozdony-sorozat volt a Császári és Királyi Osztrák Államvasutaknál (k.k. österreichische Staatsbahnen, kkStB), amelyek eredetileg különböző  magánvasutaké voltak. Így a 2.01-29 az KRB/Kaiserin Elisabeth-Bahn -tól, a 20.30-41  a Galizische Transversalbahn-tól, a 2.42-60 pedig az átépített kkStB I sorozatból érkezett, de a 2,47 és 2,55 pályaszámok nem kerültek kiadásra.
A KRB/KEB mozdonyokat a Bécsújhelyi Mozdonygyár szállította 1884 és 1885 között és a StEG Mozdonygyára 1885-ben, a Galizischen Transversalbahn mozdonyok szintén a Bécsújhelyi Mozdonygyárból kerültek ki 1885-ben. A KRB/KEB elsőként szállított három mozdonyának neve is volt: ST. PÖLTENII, BIELACHII és MARIAZELLII. A Galizische Transversalbahn mozdonyainak pályaszámai 1153–1164 voltak.
Az első világháború után a sorozatból nyolc mozdony a Lengyel Államvasutakhoz (PKP) került PKP Od12 sorozatba, 24 db a Csehszlovák Államvasutakhoz (ČSD) a ČSD 254.0 sorozatba (de  hét darab nem kap már pályaszámot, mert 1922-ben selejtezték), egy a Jugoszláv Vasutakhoz (JDŽ), ám pályaszámot ez sem kapott, mert szintén selejtezték, egy darab a Szovjetunióhoz került, a megmaradt 23 pedig az Osztrák Szövetségi Vasutakhoz (BBÖ), megtartva sorozat- és pályaszámát. A BBÖ 1930-ig a ČSD pedig 1933-ig selejtezte a sorozatba tartozó mozdonyait.
A táblázatban e meglehetősen vegyes sorozat jellemző értékei láthatóak.

## Fordítás
- Ez a szócikk részben vagy egészben  a   kkStB 2 című német Wikipédia-szócikk fordításán alapul.  Az eredeti cikk szerkesztőit annak laptörténete sorolja fel. Ez a jelzés csupán a megfogalmazás eredetét és a szerzői jogokat jelzi, nem szolgál a cikkben szereplő információk forrásmegjelöléseként. Az eredeti szócikk forrásai szintén ott találhatóak.